# Phoenix (chaîne de télévision allemande)
Pour les articles homonymes, voir Phénix (homonymie).
Phoenix (stylisée « phoenix ») est une chaîne de télévision publique allemande créée le 7 avril 1997 et gérée conjointement par l'ARD et la ZDF. Sa programmation se compose de documentaires, de reportages, des journaux, des émissions évènementielles, des talk-shows et des retransmissions des séances du Bundestag.
Les directeurs de programme sont Michaela Kolster pour la ZDF et Michael Hirz pour l'ARD.

## Histoire

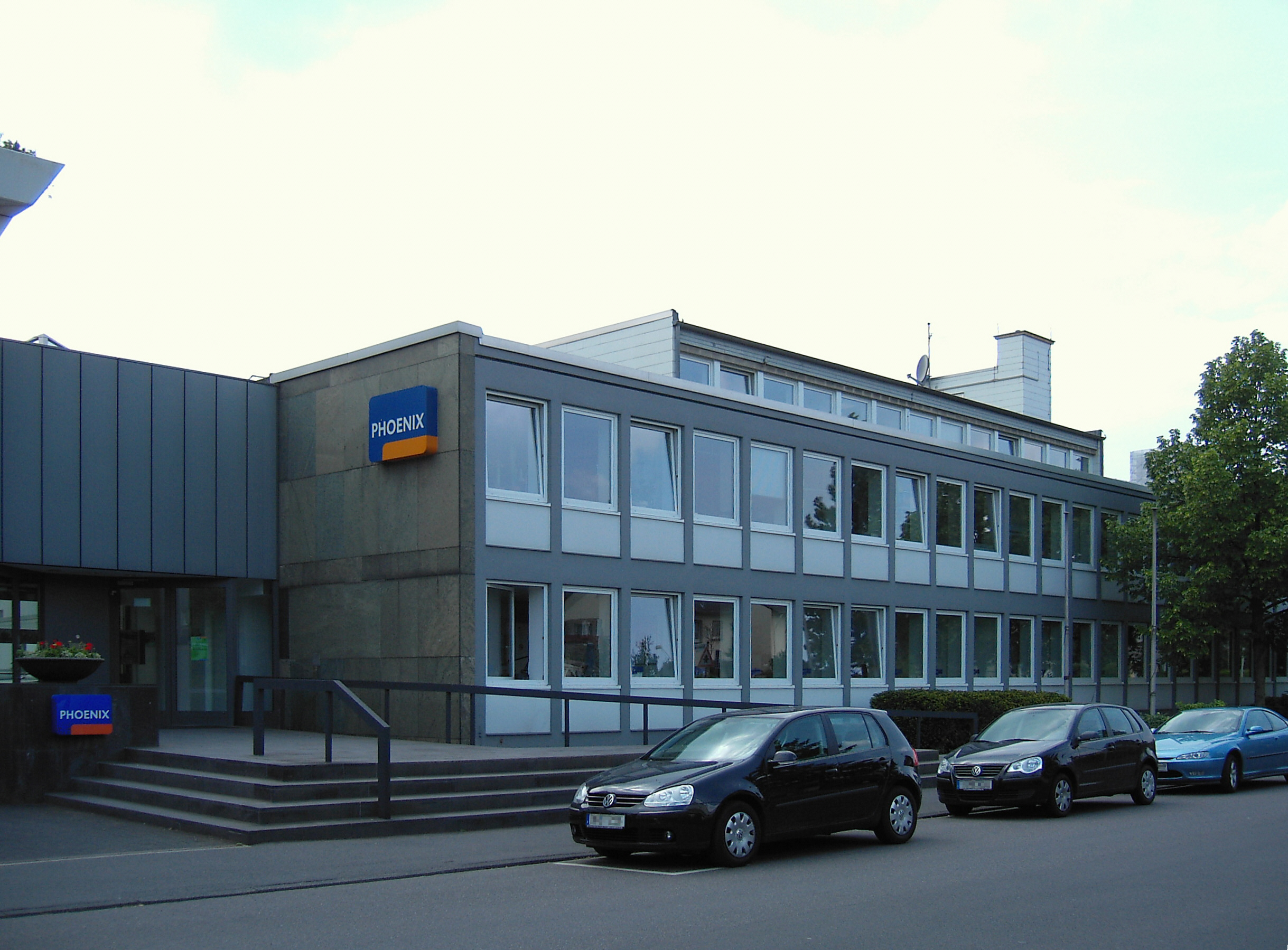
Siège de Phoenix à Bonn

L'initiative de la création de Phoenix vient de l'ARD qui, avec la collaboration de la ZDF, élaborent un concept de chaîne de télévision qui comprenait à l'origine des débats parlementaires qui seraient complétés par des documentaires et des talk-shows.Son siège était situé au départ dans les locaux de la WDR à Cologne jusqu'en 2000 où il déménage dans les anciens studios de la ZDF (ZDF-Hauptstadtstudio) à Bonn. 
En 2007, son budget annuel était d'environ 35 millions d'euros, provenant intégralement de la redevance. En août 2006, Phoenix réalise une part d'audience moyenne mensuel de 1,0 %, ce qui est la plus forte audience de l'histoire de la chaîne. Avec près de 4,5 millions de téléspectateurs par jour, Phoenix était devant les chaînes d'informations telles que n-tv et N24 en termes d'audience. En 2006, la part de marché annuelle moyenne de la chaîne était de 0,6 %, qui est passée à 0,9 % en 2008. Phoenix est diffusée en format 16:9 depuis 2007.

## Identité visuelle

### Logos

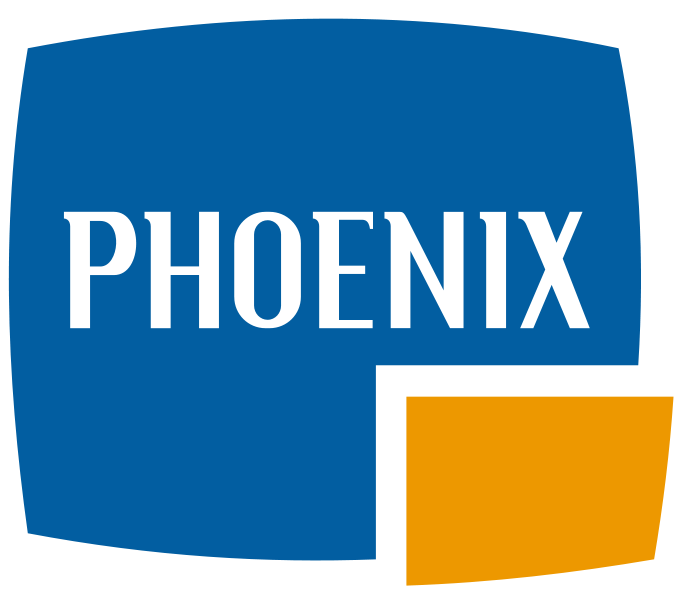
Logo de Phoenix du 7 avril 1997 à 2000
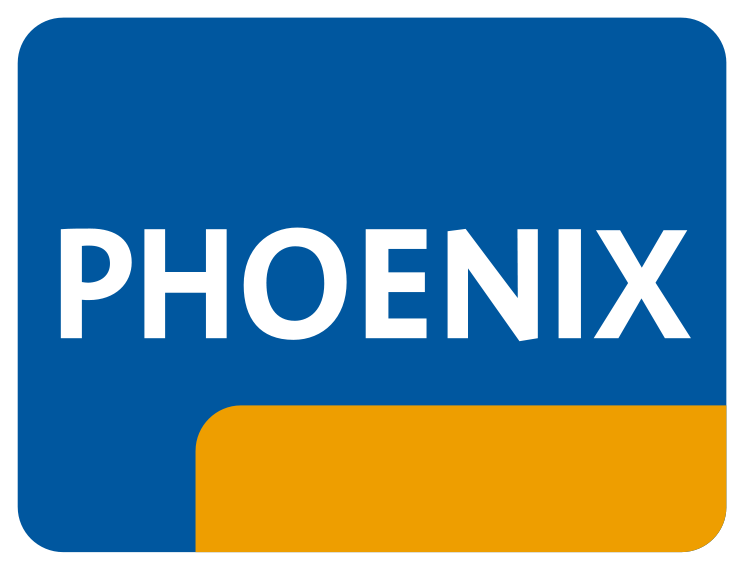
Logo de Phoenix de 2000 à 2008
Logo de Phoenix de novembre 2008 à 2012
Logo de Phoenix de 30 août 2012 à 3 juin 2018
Logo de Phoenix HD de 30 août 2012 à 3 juin 2018
Logo de chaîne de télévision Phoenix depuis le 4 juin 2018
OnAir-Logo de Phoenix SD & HD depuis le 4 juin 2018